# Eskil Erlandsson
Pour les articles homonymes, voir Erlandsson.
Lars Eskil Anders Erlandsson (né le 25 janvier 1957) est un homme politique suédois, membre du Parti du centre. Il est ministre de l'Agriculture dans le gouvernement Reinfeldt I, puis ministre des Affaires rurales dans le gouvernement Reinfeldt II.

## Formation et carrière
Eskil Erlandsson a une formation en agronomie, dont il est diplômé en 1981.

## Vie politique

### Membre du Riksdag
Membre du Parti du centre, Eskil Erlandsson est élu pour la première fois au Riksdag (Parlement suédois) en 1994. Il sera réélu lors des élections générales de 1998 et 2002.
Durant ces mandats, Erlandsson sera membre de plusieurs commissions, dont la commission de l'environnement et de l'agriculture (1996-2002) et la commission de la défense (2002-2006) qu'il préside.

### Ministre de l'Agriculture
À la suite des élections générales de 2006, il est nommé Ministre de l'Agriculture le 6 octobre 2006, dans le gouvernement de coalition du conservateur Fredrik Reinfeldt. À ce poste, ses domaines de compétences incluent l'agriculture, la pêche, l'alimentation, la forêt et le développement rural.
Le 13 juillet 2009, dans le cadre de la présidence suédoise de l'Union européenne, Erlandsson dirige le Conseil « agriculture et pêche ».
Les élections générales de 2010 confirment le ministre d'État Reinfeldt, qui constitue un nouveau gouvernement dans lequel Eskil Erlandsson obtient, dans la continuité, le portefeuille de ministre des Affaires rurales.